# Männer-Turn-Verein von 1881 Ingolstadt 1979-1980
Questa voce raccoglie le informazioni riguardanti il MTV Ingolstadt nelle competizioni ufficiali della stagione 1979-1980.

## Stagione
Nella stagione 1979-1980 il MTV Ingolstadt, allenato da Helmut Richert e Herbert Wenz, concluse il campionato di 2. Bundesliga al 19º posto. In Coppa di Germania il MTV Ingolstadt fu eliminato al primo turno dal Wattenscheid 09.

## Rosa
| N. |                     | Ruolo | Calciatore         |
| -- | ------------------- | ----- | ------------------ |
|    | Germania (bandiera) | P     | Jürgen Bucher      |
|    | Germania (bandiera) | P     | Siegfried Hofweber |
|    | Germania (bandiera) | D     | Hans Borchert      |
|    | Germania (bandiera) | D     | Richard Mamajewski |
|    | Germania (bandiera) | D     | Hans Pausch        |
|    | Germania (bandiera) | D     | Gerd Rauscher      |
|    | Germania (bandiera) | D     | Vesely Schenk      |
|    | Germania (bandiera) | D     | Edi Stöhr          |
|    | Germania (bandiera) | C     | Willi Bernecker    |
|    | Germania (bandiera) | C     | Ralf Kemper        |

| N. |                     | Ruolo | Calciatore         |
| -- | ------------------- | ----- | ------------------ |
|    | Germania (bandiera) | C     | Hans Krostina      |
|    | Germania (bandiera) | C     | Karl Obermeier     |
|    | Germania (bandiera) | C     | Gerhard Schäfer    |
|    | Germania (bandiera) | C     | Wolfgang Wunder    |
|    | Germania (bandiera) | A     | Walter Anspann     |
|    | Germania (bandiera) | A     | Alexander Eppinger |
|    | Germania (bandiera) | A     | Peter Mack         |
|    | Germania (bandiera) | A     | Peter Sommer       |
|    | Germania (bandiera) | A     | Richard Stöckle    |
|    | Germania (bandiera) | A     | Georg Weißberger   |

## Organigramma societario
Area tecnica
- Allenatore: Herbert Wenz
- Allenatore in seconda:
- Preparatore dei portieri:
- Preparatori atletici:

## Calciomercato

### Sessione estiva
| Acquisti | Acquisti        | Acquisti       | Acquisti |
| R.       | Nome            | da             | Modalità |
| -------- | --------------- | -------------- | -------- |
| D        | Hans Pausch     | Norimberga     |          |
| C        | Willi Bernecker | Augusta        |          |
| C        | Gerhard Schäfer | Greuther Fürth |          |
| A        | Peter Sommer    | Norimberga     |          |

| Cessioni | Cessioni | Cessioni | Cessioni |
| R.       | Nome     | a        | Modalità |
| -------- | -------- | -------- | -------- |

### Sessione invernale
| Acquisti | Acquisti | Acquisti | Acquisti |
| R.       | Nome     | da       | Modalità |
| -------- | -------- | -------- | -------- |

| Cessioni | Cessioni | Cessioni | Cessioni |
| R.       | Nome     | a        | Modalità |
| -------- | -------- | -------- | -------- |

## Risultati

### 2. Bundesliga

#### Girone di andata
| Arbitro: | Ferro |

|  |           |               |
|  | Marcatori | 45’ Bernecker |

| Arbitro: | Kinzinger |

|            |           |                       |
| Schenk 79’ | Marcatori | 27’ Schmitt 59’ Sterz |

| Arbitro: | Schmoock |

|                                          |           |                     |
| Saile 18’ Dreher 58’ Stichler 76’ (rig.) | Marcatori | 73’ (rig.) Krostina |

| Arbitro: | Wilhelmi |

|                             |           |           |
| Weißberger 4’ Bernecker 32’ | Marcatori | 51’ Bittl |

| Arbitro: | Könen |

|                                                              |           |                     |
| Tochtermann 38’, 53’ Schmitz 41’ Hannakampf 47’ Sommerer 90’ | Marcatori | 71’ (rig.) Krostina |

| Arbitro: | Correll |

|              |           |                     |
| Krostina 75’ | Marcatori | 9’, 13’, 55’ Krause |

| Mannheim 8 settembre 1979 7ª giornata | Waldhof Mannheim | 0 – 0 referto | MTV Ingolstadt | Carl-Benz-Stadion (2 000 spett.)\| Arbitro: \| Kuhn \| |
| Arbitro:                              | Kuhn             |               |                |                                                        |

| Arbitro: | Brehm |

|           |           |                         |
| Stöhr 79’ | Marcatori | 35’ Kirschner 47’ Geyer |

| Arbitro: | Vielsack |

|                            |           |             |
| Spohr 20’, 32’ Aumeier 79’ | Marcatori | 56’ Stöckle |

| Arbitro: | Messmer |

|                                |           |  |
| Schenk 51’ Krostina 89’ (rig.) | Marcatori |  |

| 13 ottobre 1979 11ª giornata |  | – Turno di riposo |  |  |

| Arbitro: | Kühne |

|                                  |           |  |
| Demange 25’, 74’ Wagner 37’, 47’ | Marcatori |  |

| Arbitro: | Correll |

|  |           |                   |
|  | Marcatori | 51’, 78’ Wesseler |

| Arbitro: | Huster |

|                                      |           |                     |
| Schneider 45’, 90’ Kohnle 70’ (rig.) | Marcatori | 54’ (rig.) Krostina |

| Arbitro: | Dreher |

|             |           |                                        |
| Schäfer 90’ | Marcatori | 8’ Struth 26’ Trenkel 52’, 80’ Günther |

| Arbitro: | Ulm |

|                                                                |           |                            |
| Weißberger 21’, 88’ Schenk 59’ Mamajewski 67’ Stöckle 83’, 85’ | Marcatori | 77’ Leiendecker 90’ Brinsa |

| Arbitro: | Könen |

|                                            |           |  |
| Seiler 1’ Weiss 26’ Hahn 68’ Best 74’, 83’ | Marcatori |  |

| Arbitro: | Messmer |

|                                                                           |           |                     |
| Sommer 7’ Weißberger 20’ Krostina 52’, 83’ (rig.) Stöckle 56’ Anspann 85’ | Marcatori | 40’ (rig.) Sandhowe |

| Arbitro: | Vielsack |

|                                           |           |           |
| Heidenreich 13’ Szymanek 43’ Schlegel 45’ | Marcatori | 60’ Stöhr |

| Arbitro: | Röder |

|                                    |           |                      |
| Weißberger 34’ Krostina 59’ (rig.) | Marcatori | 79’ Denz 89’ Eickels |

| Arbitro: | Ulm |

|                         |           |                          |
| Seubert 13’, 52’ (rig.) | Marcatori | 21’, 83’ (rig.) Krostina |

#### Girone di ritorno
| Arbitro: | Joos |

|              |           |            |
| Krostina 56’ | Marcatori | 18’ Walter |

| Arbitro: | Langhans |

|                    |           |                                |
| Schwarz 48’ (rig.) | Marcatori | 23’, 61’ Sommer 82’ Weißberger |

| Arbitro: | Dreher |

|                         |           |              |
| Stöckle 84’ Anspann 86’ | Marcatori | 46’ Allgöwer |

| Arbitro: | Glaw |

|                            |           |                          |
| Killmaier 43’ Michalka 89’ | Marcatori | 49’ Stöckle 52’ Krostina |

| Arbitro: | Walther |

|                                     |           |                                      |
| Sommer 23’, 83’ Krostina 87’ (rig.) | Marcatori | 10’ Horn 30’ Sommerer 31’, 44’ Brand |

| Arbitro: | Pickard |

|               |           |                        |
| Grünewald 83’ | Marcatori | 1’ Mack 32’ Mamajewski |

| Arbitro: | Dücker |

|  |           |                   |
|  | Marcatori | 23’ Hein 70’ Harm |

| Arbitro: | Nickel |

|                                  |           |           |
| Kirschner 60’ (rig.), 69’ (rig.) | Marcatori | 86’ Stöhr |

| Arbitro: | Hellwig |

|  |           |            |
|  | Marcatori | 16’ Wagner |

| Arbitro: | Huster |

|         |           |                                       |
| Löw 37’ | Marcatori | 39’ Weißberger 47’ Schenk 82’ Stöckle |

| 3 aprile 1980 32ª giornata |  | – Turno di riposo |  |  |

| Arbitro: | Schmidhuber |

|                       |           |                              |
| Weißberger 47’ (rig.) | Marcatori | 23’ Marek 52’ (rig.) Poulsen |

| Arbitro: | Vielsack |

|  |           |            |
|  | Marcatori | 82’ Gruler |

| Arbitro: | Dellwing |

|            |           |                    |
| Mattern 8’ | Marcatori | 25’, 73’, 90’ Mack |

| Arbitro: | Regneri |

|                                 |           |            |
| Krostina 41’ (rig.), 76’ (rig.) | Marcatori | 15’ Beller |

| Arbitro: | Kuhn |

|                        |           |           |
| Dohmen 67’ Günther 83’ | Marcatori | 77’ Stöhr |

| Arbitro: | Luca |

|                                  |           |                     |
| Hermandung 26’ (rig.) Zimmer 56’ | Marcatori | 82’ (rig.) Krostina |

| Arbitro: | Gaus |

|                                |           |                               |
| Schenk 42’ Krostina 59’ (rig.) | Marcatori | 73’ (rig.) Bechtold 80’ Weiss |

| Arbitro: | Kinzinger |

|          |           |             |
| Wohl 54’ | Marcatori | 60’ Stöckle |

| Arbitro: | Pickard |

|  |           |                 |
|  | Marcatori | 61’ Beierlorzer |

| Arbitro: | Linn |

|                                                        |           |  |
| Künkel 24’ Denz 41’ Traser 61’ Emmerich 63’ Traser 65’ | Marcatori |  |

### Coppa di Germania
| Arbitro: | Wuttke |

|                     |           |            |
| Drews 9’ Hammes 69’ | Marcatori | 82’ Kemper |

## Statistiche

### Statistiche di squadra
| Competizione      | Punti | In casa | In casa | In casa | In casa | In casa | In casa | In trasferta | In trasferta | In trasferta | In trasferta | In trasferta | In trasferta | Totale | Totale | Totale | Totale | Totale | Totale | DR  |
| Competizione      | Punti | G       | V       | N       | P       | Gf      | Gs      | G            | V            | N            | P            | Gf           | Gs           | G      | V      | N      | P      | Gf     | Gs     | DR  |
| ----------------- | ----- | ------- | ------- | ------- | ------- | ------- | ------- | ------------ | ------------ | ------------ | ------------ | ------------ | ------------ | ------ | ------ | ------ | ------ | ------ | ------ | --- |
| 2. Bundesliga     | 29    | 20      | 6       | 3       | 11      | 33      | 35      | 20           | 5            | 4            | 11           | 25           | 46           | 40     | 11     | 7      | 22     | 58     | 81     | -23 |
| Coppa di Germania | -     | 0       | 0       | 0       | 0       | 0       | 0       | 1            | 0            | 0            | 1            | 1            | 2            | 1      | 0      | 0      | 1      | 1      | 2      | -1  |
| Totale            | 29    | 20      | 6       | 3       | 11      | 33      | 35      | 21           | 5            | 4            | 12           | 26           | 48           | 41     | 11     | 7      | 23     | 59     | 83     | -24 |

### Andamento in campionato
| Giornata  | 1 | 2  | 3  | 4  | 5  | 6  | 7  | 8  | 9  | 10 | 11 | 12 | 13 | 14 | 15 | 16 | 17 | 18 | 19 | 20 | 21 | 22 | 23 | 24 | 25 | 26 | 27 | 28 | 29 | 30 | 31 | 32 | 33 | 34 | 35 | 36 | 37 | 38 | 39 | 40 | 41 | 42 |
| --------- | - | -- | -- | -- | -- | -- | -- | -- | -- | -- | -- | -- | -- | -- | -- | -- | -- | -- | -- | -- | -- | -- | -- | -- | -- | -- | -- | -- | -- | -- | -- | -- | -- | -- | -- | -- | -- | -- | -- | -- | -- | -- |
| Luogo     | T | C  | T  | C  | T  | C  | T  | C  | T  | C  |    | T  | C  | T  | C  | C  | T  | C  | T  | C  | T  | C  | T  | C  | T  | C  | T  | C  | T  | C  | T  |    | C  | C  | T  | C  | T  | T  | C  | T  | C  | T  |
| Risultato | V | P  | P  | V  | P  | P  | N  | P  | P  | V  |    | P  | P  | P  | P  | V  | P  | V  | P  | N  | N  | N  | V  | V  | N  | P  | V  | P  | P  | P  | V  |    | P  | P  | V  | V  | P  | P  | N  | N  | P  | P  |
| Posizione | 9 | 12 | 16 | 13 | 16 | 17 | 17 | 17 | 20 | 17 | 18 | 19 | 19 | 20 | 20 | 19 | 20 | 18 | 20 | 20 | 20 | 20 | 19 | 18 | 17 | 19 | 18 | 19 | 19 | 19 | 19 | 19 | 19 | 19 | 19 | 19 | 19 | 19 | 19 | 19 | 19 | 19 |

Legenda:

Luogo: C = Casa; T = Trasferta. Risultato: V = Vittoria; N = Pareggio; P = Sconfitta.

### Statistiche dei giocatori
| Giocatore     | 2. Bundesliga | 2. Bundesliga | 2. Bundesliga | 2. Bundesliga | Coppa di Germania | Coppa di Germania | Coppa di Germania | Coppa di Germania | Totale   | Totale | Totale      | Totale     |
| Giocatore     | Presenze      | Reti          | Ammonizioni   | Espulsioni    | Presenze          | Reti              | Ammonizioni       | Espulsioni        | Presenze | Reti   | Ammonizioni | Espulsioni |
| ------------- | ------------- | ------------- | ------------- | ------------- | ----------------- | ----------------- | ----------------- | ----------------- | -------- | ------ | ----------- | ---------- |
| W. Anspann    | 39            | 2             | 5             | 0             | 1                 | 0                 | 0                 | 0                 | 40       | 2      | 5           | 0          |
| W. Bernecker  | 21            | 2             | 0             | 0             | 1                 | 0                 | 0                 | 0                 | 22       | 2      | 0           | 0          |
| H. Borchert   | 35            | 0             | 8             | 0             | 0                 | 0                 | 0                 | 0                 | 35       | 0      | 8           | 0          |
| J. Bucher     | 34            | 0             | 2             | 0             | 1                 | 0                 | 0                 | 0                 | 35       | 0      | 2           | 0          |
| A. Eppinger   | 4             | 0             | 0             | 0             | 1                 | 0                 | 0                 | 0                 | 5        | 0      | 0           | 0          |
| S. Hofweber   | 6             | 0             | 0             | 0             | 0                 | 0                 | 0                 | 0                 | 6        | 0      | 0           | 0          |
| R. Kemper     | 8             | 0             | 1             | 0             | 1                 | 1                 | 0                 | 0                 | 9        | 1      | 1           | 0          |
| H. Krostina   | 32            | 17            | 0             | 0             | 1                 | 0                 | 0                 | 0                 | 33       | 17     | 0           | 0          |
| P. Mack       | 20            | 4             | 1             | 0             | 0                 | 0                 | 0                 | 0                 | 20       | 4      | 1           | 0          |
| R. Mamajewski | 31            | 2             | 3             | 0             | 1                 | 0                 | 0                 | 0                 | 32       | 2      | 3           | 0          |
| K. Obermeier  | 6             | 0             | 1             | 0             | 0                 | 0                 | 0                 | 0                 | 6        | 0      | 1           | 0          |
| H. Pausch     | 21            | 0             | 0             | 0             | 0                 | 0                 | 0                 | 0                 | 21       | 0      | 0           | 0          |
| G. Rauscher   | 31            | 0             | 3             | 0             | 1                 | 0                 | 1                 | 0                 | 32       | 0      | 4           | 0          |
| V. Schenk     | 38            | 5             | 4             | 0             | 1                 | 0                 | 0                 | 0                 | 39       | 5      | 4           | 0          |
| G. Schäfer    | 33            | 1             | 0             | 0             | 1                 | 0                 | 0                 | 0                 | 34       | 1      | 0           | 0          |
| P. Sommer     | 15            | 5             | 2             | 0             | 0                 | 0                 | 0                 | 0                 | 15       | 5      | 2           | 0          |
| R. Stöckle    | 37            | 8             | 2             | 0             | 1                 | 0                 | 0                 | 0                 | 38       | 8      | 2           | 0          |
| E. Stöhr      | 35            | 4             | 1             | 0             | 1                 | 0                 | 0                 | 0                 | 36       | 4      | 1           | 0          |
| G. Weißberger | 39            | 8             | 4             | 0             | 1                 | 0                 | 0                 | 0                 | 40       | 8      | 4           | 0          |
| W. Wunder     | 5             | 0             | 1             | 0             | 0                 | 0                 | 0                 | 0                 | 5        | 0      | 1           | 0          |